# Колумбия (аэропорт, Калифорния)
Аэропорт Колумбия (англ. Columbia Airport), (ИАТА: COA, FAA LID: O22) — государственный гражданский аэропорт, расположенный в 1,6 километрах к юго-западу от делового центра города Колумбия, округ Туолумне (Калифорния), США.
Аэропорт находится в собственности городского самоуправления.

## Операционная деятельность
Аэропорт Колумбия занимает площадь в 144 гектара, расположен на высоте 646 метров над уровнем моря и эксплуатирует две взлётно-посадочные полосы:
- 11/29 размерами 1423 х 23 метров с торфяным покрытием;
- 17/35 размерами 792 х 30 метров с асфальтовым покрытием.

В период с 31 декабря 2000 по 31 декабря 2001 года Аэропорт Колумбия обработал 46 020 операций по взлётам и посадкам воздушных судов (в среднем 126 операций ежедневно), из которых 96 % пришлось на авиацию общего назначения, 4 % составили рейсы аэротакси и менее 1 % — рейсы военной авиации. В данный период в аэропорту базировалось 243 воздушных судна, из них 95 % — однодвигательные самолёты, 2 % — многодвигательные, 2 % — вертолёты и 1 % — сверхлёгкие суда.